# 長野県警察
長野県警察（ながのけんけいさつ）は、長野県の都道府県警察である。略称は長野県警。
長野県公安委員会が管理。給与支払者は長野県知事。警察庁関東管区警察局管内。本部所在地は長野県庁内の長野市大字南長野字幅下692-2。
全国の警察本部庁舎の多くは独立庁舎であるが、一部の県警察本部は県庁舎の分庁舎や別館にあり、県の本庁舎の中に警察本部があるのは長野県警察だけであり、独立庁舎の設置は長く県の課題である。

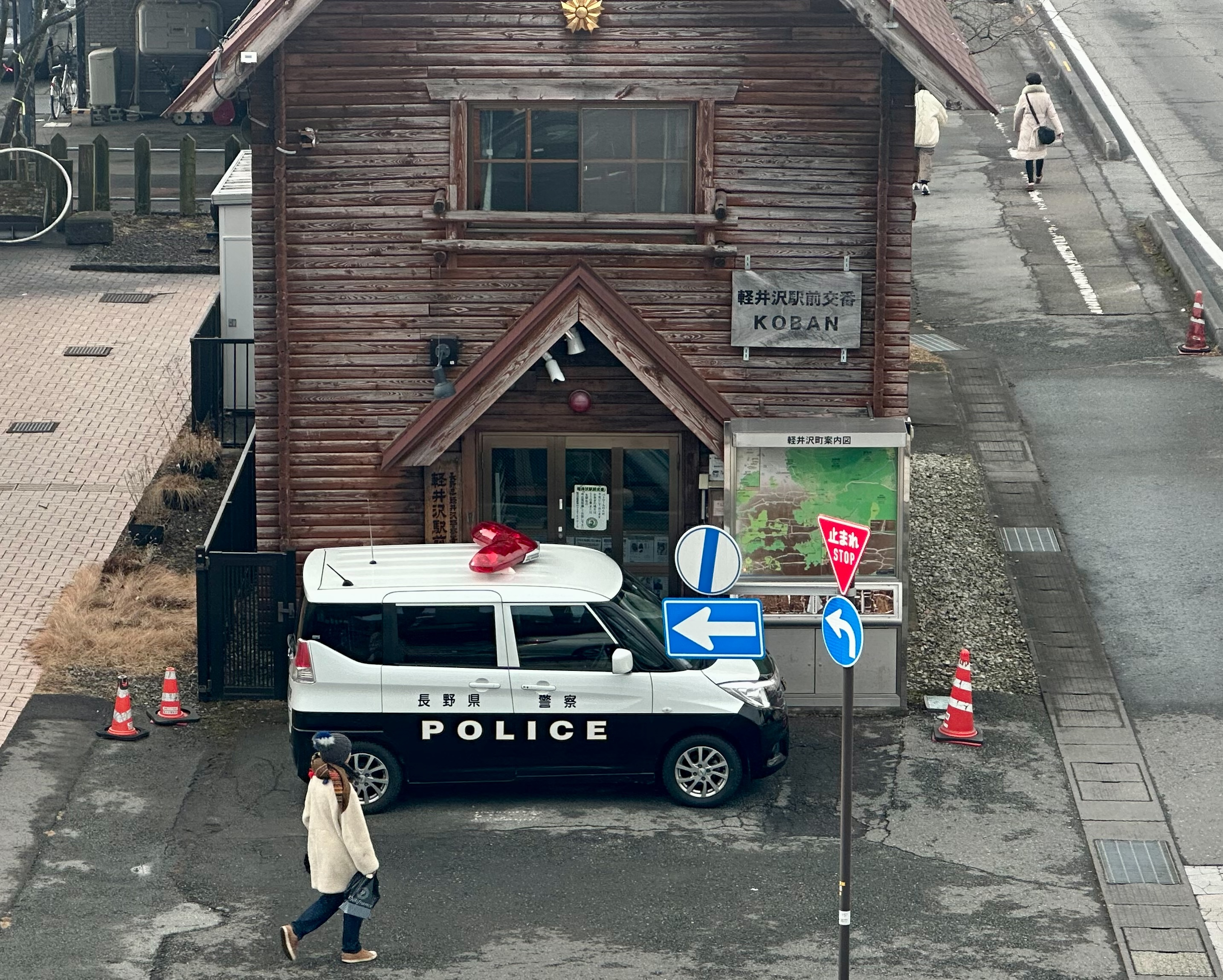
長野県警察のパトカー

## 沿革
- 1954年（昭和29年）7月1日 - 国家地方警察長野県本部、自治体警察（長野市警察、松本市警察、上田市警察、岡谷市警察、飯田市警察、諏訪市警察の6市および一部町村）を統廃合し長野県警察が発足。

## 本部組織
- 警務部
  - 総務課
    - 総務係
    - 公安委員会補佐室
    - 取調べ監督室

  - 広報相談課
    - 広報係
    - 報道係
    - 音楽隊
    - 総合相談・情報公開室
      - 相談係
      - 情報公開・文書管理係

  - 会計課
    - 予算係
    - 監査室
      - 出納係

    - 施設室
      - 調度係

  - 情報管理課
    - 総務係
    - 電算企画係
    - 電算指導係
    - 電算開発係
    - 電算運用係
    - 照会センター

  - 厚生課
    - 厚生係
    - 審査係
    - 福利係
    - 共済係
    - 健康管理係

  - 警務課
    - 庶務係
    - 給与係
    - 装備係
    - 犯罪被害者支援室
    - 警察職員採用センター
      - 人事係

    - 企画室
    - サイバーセキュリティ戦略推進室
      - デジタル化推進係

  - 監察課
    - 訟務係
    - 監察係
    - 表彰係

  - 教養課
    - 学校教養係
    - 職場教養係
    - 術科指導室
    - 通訳センター

  - 留置管理課
    - 企画指導係
    - 護送係

- 生活安全部
  - 生活安全企画課
    - 庶務係
    - 企画係
    - 指導係
    - 地域安全推進係
    - 特殊詐欺抑止対策室
    - 許可事務担当室
    - 総合犯罪防止対策室

  - 人身安全対策課
    - 企画指導係
    - 人身安全第一係
    - 人身安全第二係
    - 人身安全第三係
    - 人身安全現場支援班

  - 生活安全捜査課
    - 企画指導係
    - 少年事件係
    - 少年サポートセンター
    - 生活経済・環境係
    - 風俗係
    - 特捜班

  - サイバー捜査課
    - 企画指導係
    - 高度捜査係
    - 捜査支援・解析係

- 地域部
  - 地域課
    - 庶務係
    - 企画係
    - 地域指導室
      - 指導係

    - 鉄道警察隊

  - 山岳安全対策課
    - 安全対策係
    - 救助係

  - 通信指令課
    - 企画指導係
    - 通信係
    - 指令係

  - 自動車警ら隊
    - 総務係
    - 北信分駐隊
    - 東信分駐隊
    - 中信分駐隊
    - 南信分駐隊

- 刑事部
  - 刑事企画課
    - 庶務係
    - 企画係
    - 指導第一係
    - 指導第二係
    - 手配共助係

  - 捜査支援分析課
    - 企画指導係
    - 情報分析係
    - 統計係
    - 手口捜査係
    - 機動支援・分析係

  - 捜査第一課
    - 企画指導係
    - 強行係
    - 性犯罪捜査指導係
    - 広域捜査係
    - 特殊事件捜査第一係(NSIT)
    - 特殊事件捜査第二係
    - 特捜班
    - 検視官室

  - 捜査第二課
    - 企画指導係
    - 情報・選挙係
    - 知能犯係
    - 特捜班

  - 捜査第三課
    - 企画指導係
    - 盗犯係
    - 特捜班

  - 組織犯罪対策課
    - 企画指導係
    - 犯罪収益対策係
    - 匿名・流動型犯罪グループ情報分析係
    - 匿名・流動型犯罪グループ対策係
    - 薬物・銃器対策係
    - 国際捜査係
    - 特捜班
    - 暴力団排除推進室
      - 暴力団対策係

    - 特殊詐欺捜査室

  - 鑑識課
    - 企画指導係
    - 写真係
    - 現場係
    - 足痕跡係
    - 指紋係
    - 機動鑑識班

  - 科学捜査研究所
    - 鑑定指導係
    - 法医係
    - 物理係
    - 化学係
    - 文書係
    - 心理係

  - 機動捜査隊
    - 総務係
    - 北信分駐隊
    - 東信分駐隊
    - 中信分駐隊
    - 南信分駐隊

- 交通部
  - 交通企画課
    - 庶務係
    - 企画指導係
    - 自転車・小型モビリティ対策係
    - 交通安全対策室

  - 交通指導課
    - 指導取締係
    - 駐車対策係
    - 事故事件係
    - 交通特捜班
    - 交通鑑識班
    - 交通反則通告センター

  - 交通規制課
    - 管理係
    - 規制係
    - 安全施設係
    - 交通管制センター

  - 運転免許本部
    - 東北信運転免許課
      - 総務係
      - 企画指導係
      - 指定教習所係
      - 安全運転相談係
      - 行政処分係
      - 北信運転免許センター（長野市）
      - 東信運転免許センター（佐久市、旧望月警察署庁舎）
      - 高齢運転者対策室

    - 中南信運転免許課
      - 総務係
      - 行政処分係
      - 中南信運転免許センター（塩尻市）

  - 交通機動隊
    - 総務係
    - 長野分駐隊
    - 佐久分駐隊
    - 諏訪分駐隊　
    - 飯田分駐隊　
    - 木曽分駐隊　
    - 松本分駐隊

  - 高速道路交通警察隊
    - 総務係
    - 会計係
    - 交通管制係
    - 長野分駐隊
    - 佐久分駐隊
    - 飯田分駐隊
    - 松本分駐隊

- 警備部
  - 警備企画課
    - 庶務係
    - 企画係
    - 第一係
    - 第二係
    - 第三係
    - 第四係
    - 第五係
    - 第六係
    - 第七係

  - 警備第一課
    - 第一係
    - 第二係
    - 第三係
    - 第四係

  - 警備第二課
    - 実施係
    - 災害対策室
    - 警衛・警護室
    - 航空隊（松本空港）

  - 機動隊
    - 総務係
    - 小隊

- 警察学校

## データ
- 警察署数 - 22
- 交番数 - 93
- 駐在所数 - 175
- 職員数 - 3299人
- パトカー - 337台
- 白バイ - 65台
- 警備艇 - 1隻
  - 長1 りんどう 諏訪（諏訪湖） 8m型 2015-
  - (退役) 長2 りんどう 諏訪（諏訪湖） 8m型 -2015
- ヘリコプター - 2機

## 警察署
警察署数は22。※警察車両ナンバー地名は北信地方と東信地方が「長野」、諏訪地域が「諏訪」、伊那地域と中信地方が「松本」となる。太字は警察署長の階級が警視正となっており、それ以外の署は警視職が充てられる。
| ※      | 地方 | 地域       | 警察署名称     | 所在地           | 管轄区域                                                                                           |
| ------ | ---- | ---------- | -------------- | ---------------- | -------------------------------------------------------------------------------------------------- |
| 長野   | 北信 | 北信       | 飯山警察署     | 飯山市南町       | 飯山市、下高井郡：木島平村・野沢温泉村、下水内郡：栄村                                             |
| 長野   | 北信 | 北信       | 中野警察署     | 中野市中央       | 中野市、下高井郡：山ノ内町                                                                         |
| 長野   | 北信 | 長野       | 須坂警察署     | 須坂市須坂       | 須坂市、上高井郡：小布施町・高山村                                                                 |
| 長野   | 北信 | 長野       | 長野中央警察署 | 長野市三輪       | 長野市の北部（犀川以北、若穂地区）、上水内郡：信濃町・飯綱町・小川村                               |
| 長野   | 北信 | 長野       | 長野南警察署   | 長野市篠ノ井小森 | 長野市の南部（犀川以南）                                                                           |
| 長野   | 北信 | 長野       | 千曲警察署     | 千曲市粟佐       | 千曲市、埴科郡：坂城町                                                                             |
| 長野   | 東信 | 上田       | 上田警察署     | 上田市天神       | 上田市、東御市、小県郡：長和町・青木村                                                             |
| 長野   | 東信 | 上田       | └依田窪庁舎    | 上田市上丸子     | 上田市、東御市、小県郡：長和町・青木村                                                             |
| 長野   | 東信 | 佐久       | 小諸警察署     | 小諸市八幡町     | 小諸市                                                                                             |
| 長野   | 東信 | 佐久       | 軽井沢警察署   | 軽井沢町軽井沢   | 北佐久郡：軽井沢町                                                                                 |
| 長野   | 東信 | 佐久       | 佐久警察署     | 佐久市岩村田     | 佐久市、北佐久郡：立科町・御代田町、南佐久郡：佐久穂町・小海町・南相木村・北相木村・南牧村・川上村 |
| 長野   | 東信 | 佐久       | └南佐久庁舎    | 佐久市臼田       | 佐久市、北佐久郡：立科町・御代田町、南佐久郡：佐久穂町・小海町・南相木村・北相木村・南牧村・川上村 |
| 長野   | 東信 | 佐久       | └川西庁舎      | 佐久市協和       | 佐久市、北佐久郡：立科町・御代田町、南佐久郡：佐久穂町・小海町・南相木村・北相木村・南牧村・川上村 |
| 諏訪   | 南信 | 諏訪       | 茅野警察署     | 茅野市本町西     | 茅野市、諏訪郡：富士見町・原村                                                                     |
| 諏訪   | 南信 | 諏訪       | 諏訪警察署     | 諏訪市四賀       | 諏訪市、諏訪郡：下諏訪町                                                                           |
| 諏訪   | 南信 | 諏訪       | 岡谷警察署     | 岡谷市神明町     | 岡谷市                                                                                             |
| 松本   | 南信 | 上伊那     | 伊那警察署     | 伊那市中央       | 伊那市、上伊那郡：箕輪町・南箕輪村・辰野町                                                         |
| 松本   | 南信 | 上伊那     | 駒ヶ根警察署   | 駒ヶ根市上穂南   | 駒ヶ根市、上伊那郡：飯島町・中川村・宮田村                                                         |
| 南信州 | 南信 | 南信州     | 飯田警察署     | 飯田市小伝馬町   | 飯田市、下伊那郡：松川町・高森町・阿智村・平谷村・根羽村・喬木村・豊丘村・大鹿村                   |
| 南信州 | 南信 | 南信州     | 阿南警察署     | 泰阜村温田       | 下伊那郡：阿南町・下條村・売木村・天龍村・泰阜村                                                   |
| 松本   | 中信 | 木曽       | 木曽警察署     | 木曽町新開       | 木曽郡：木曽町・上松町・南木曽町・木祖村・王滝村・大桑村                                           |
| 松本   | 中信 | 松本       | 塩尻警察署     | 塩尻市宗賀       | 塩尻市、東筑摩郡：朝日村                                                                           |
| 松本   | 中信 | 松本       | 松本警察署     | 松本市渚         | 松本市、東筑摩郡：山形村                                                                           |
| 松本   | 中信 | 松本       | 安曇野警察署   | 安曇野市豊科     | 東筑摩郡：麻績村・筑北村                                                                           |
| 安曇野 | 中信 | 松本       | 安曇野警察署   | 安曇野市豊科     | 安曇野市、東筑摩郡：生坂村                                                                         |
| 安曇野 | 中信 | 北アルプス | 大町警察署     | 大町市大町       | 北安曇郡：池田町・松川村                                                                           |
| 松本   | 中信 | 北アルプス | 大町警察署     | 大町市大町       | 大町市、北安曇郡：白馬村・小谷村                                                                   |

警察官数は3288名。

## 主な事件
- 長野県市田村一家7人殺害事件（1946年） - 前身である長野県警察部時代に下伊那郡市田村（現在の高森町）で発生した未解決の大量殺人事件[2]。飯田署が捜査を続けたが、1961年5月に公訴時効が成立[3]。
- 辰野事件（1952年）
- あさま山荘事件（1972年）- 軽井沢町で極左暴力集団の「連合赤軍」が人質を取って立て籠もり、10日間にわたって警察部隊や一般市民に銃を向けて発砲し、世間を震撼させた。1991年11月にも、軽井沢町にある会社の保養施設を時限式発火装置で放火するゲリラ事件を引き起こしている。
- 富山・長野連続女性誘拐殺人事件（1980年）- 警察庁広域重要指定111号事件。被疑者として逮捕された男女2人のうち、女1人の死刑が確定した（女性死刑囚）一方、男性の無罪が確定した冤罪事件でもある。
- 生坂ダム殺人事件（1980年）
- 松本市女性社員殺害事件（1994年） - 未解決のまま2009年に公訴時効が成立。
- 松本サリン事件（1994年）- 後にオウム真理教によるテロ事件の1つと判明するまで、被害者の1人である河野義行が犯人視された冤罪事件。
- 岡谷市看護助手殺害事件（1995年） - 未解決。
- 長野・愛知4連続強盗殺人事件（2004年） - 2004年4月に飯田市で、同年8月・9月に高森町で独居老人計3人が殺害された事件であり、犯人の男は同年1月にも愛知県春日井市でタクシー運転手1人を殺害していた[4][5]。
- 中野市4人殺害事件（2023年5月25日） - 中野署の警察官2人と、一般人女性2人の計4人が殺害された。

## 不祥事

### 2010年代
- 2016年12月 - 10日、県内の警察署所属の男性警部補（59歳）が勤務後に県内の商店で缶ビール2本と洋菓子2点（計約2,200円相当）をズボンのポケットに入れて万引きした。県警は2017年1月28日付で男性警部補を書類送検、減給10分の1（3カ月）の懲戒処分にした。男性警部補は同日付で依願退職[6]。
- 2019年8月 - 2日、県警は県警本部の男性巡査部長（31歳）が2016年10月25日から2019年6月16日までの間に計4回、県内の路上や屋外施設で面識のない女性の尻を衣服の上から手で触るなどした疑いで書類送検し、停職（3カ月）の懲戒処分とした。男性巡査部長は同日付で依願退職[7]。
- 2019年10月 - 6日午前11時45分ごろ、県警本部の男性警部補（43歳）が上高井郡の農産物直売所でブドウ3点（約6,800円）を万引き。12月、県警は男性警部補を窃盗容疑で書類送検、減給10分の1（3カ月）の懲戒処分にした。男性警部補は依願退職[8]。

### 2020年代
- 2020年2月20日 - 組織犯罪対策課の男性警部補（44歳）が飯田市にあるコンビニの個室トイレに拳銃を置き忘れ、約50分後に回収。実弾5発が装填されていたが、使用された形跡はなかった[9]。
- 2020年10月15日（処分日） - 男性警部補（59歳）が職務上知り得た個人情報を使って県内の女性（30代）に付きまとい行為をした。県警は10月15日、男性警部補をストーカー規制法違反と県個人情報保護条例違反の疑いで書類送検し、また減給10分の1（6カ月）の懲戒処分とした。男性警部補は同日付で依願退職。県警は12月26日に取材による報道がされるまで事件や処分を公表していなかった[10]。

## 機動隊部隊マーク
- 県警機動隊
  - 長野県章に機
- 関東管区機動隊（赤ダイヤ）
  - 長野県章にリンドウ - ※管機は小隊ごとに六文銭や竜のマークなども有る。